# Pinacoteca de Brera
La Pinacoteca de Brera es una colección de arte situada en Milán, norte de Italia. Contiene una de las más destacadas colecciones de pintura italiana, una consecuencia del programa cultural de la Academia de Bellas Artes de Brera ("Accademia di Belle Arti di Brera" o Accademia di Brera), que comparte su ubicación en el Palazzo Brera.

## Historia
El Palazzo Brera debe su nombre al alemán braida, término del bajo latín que equivale a breña, y designa terrenos cubiertos de maleza: puede compararse con el Bra de Verona. 
Hubo allí una casa perteneciente a la cofradía de los "Umiliati" (donación de 1034). En 1569 fue disuelta la cofradía y sus bienes pasaron al arzobispo milanés y luego a los Jesuitas en 1572. Sufrió una reestructuración radical por Francesco Maria Ricchini (1627–28). Cuando los jesuitas fueron expulsados de Piamonte en 1772, el palacio permaneció como sede del Observatorio astronómico de Milán y de la biblioteca fundada por los jesuitas. En 1774 se le añadió el herbarium del nuevo jardín botánico. Los edificios se ampliaron con diseño de Giuseppe Piermarini, que fue nombrado profesor de la academia cuando fue fundada formalmente en 1776, con Giuseppe Parini como decano. Piermarini enseñó en la academia durante 20 años, mientras controlaba los proyectos urbanísticos de la ciudad, como los jardines públicos (1787–1788) y la plaza Fontana, (1780—1782).

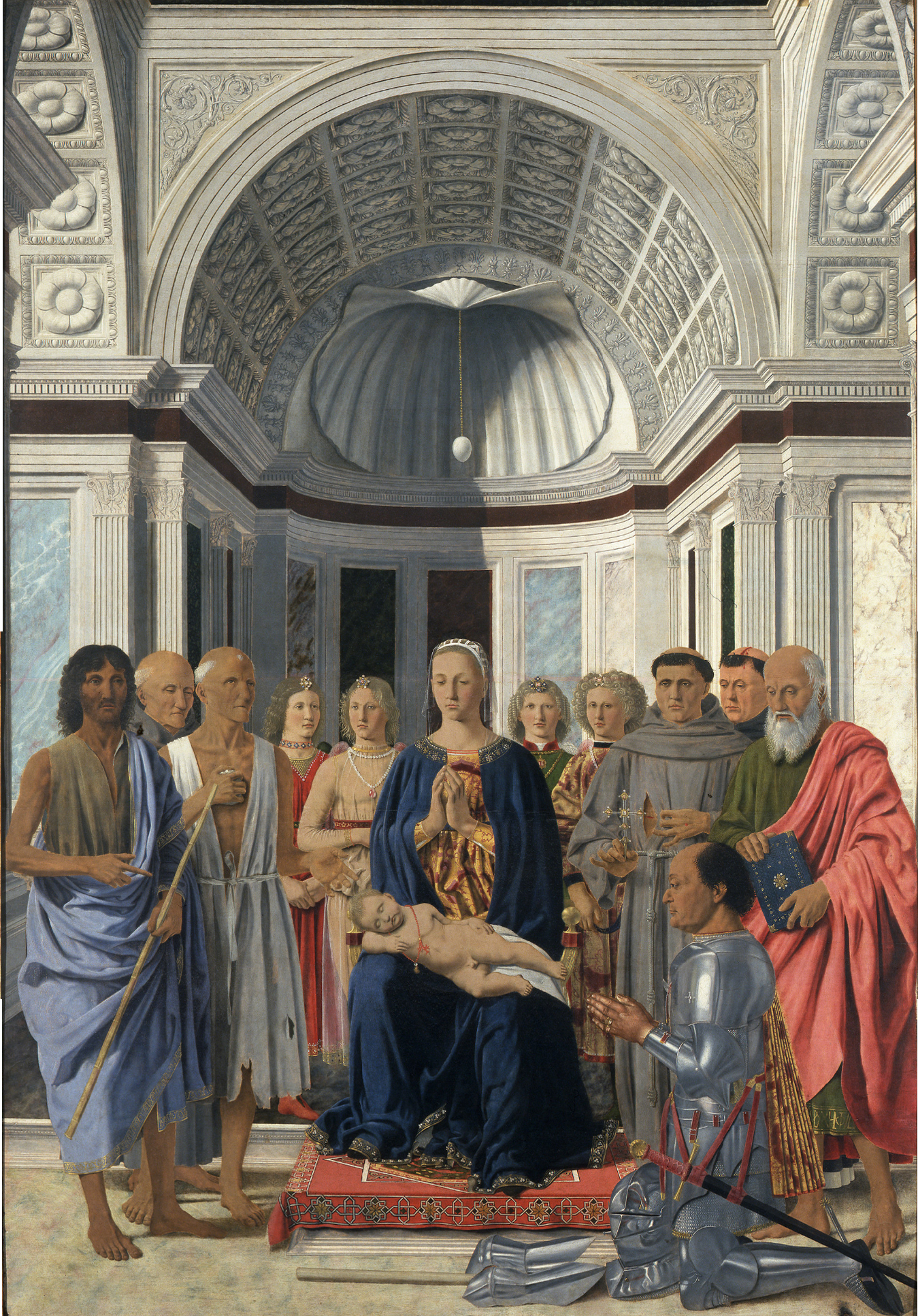
Sacra Conversación de Piero della Francesca.

Para enseñar mejor la arquitectura, la escultura y demás artes, la Academia iniciada por Parini fue provista de una colección de moldes de las piezas antiguas, esencial para inculcar un refinado neoclasicismo en los estudiantes. 
Bajo los sucesores de Parini, el abate Carlo Bianconi (1778–1802) y el genial artista erudito Giuseppe Bossi (1802–1807), la Academia adquirió sus primeras pinturas para la pinacoteca durante la redistribución de obras de arte italianas que caracterizó la era napoleónica. Bossi deseaba formar una colección a imagen y semejanza de la Galería de los Uffizi de Florencia. Milán se convirtió en capital del nuevo reino de Italia instaurado por Napoleón, y allí se recogieron, para su conservación, cuadros de diversos orígenes, la mayor parte procedentes de conventos desafectados. Desposorios de la Virgen de Rafael fue una pintura clave en la primera colección. 

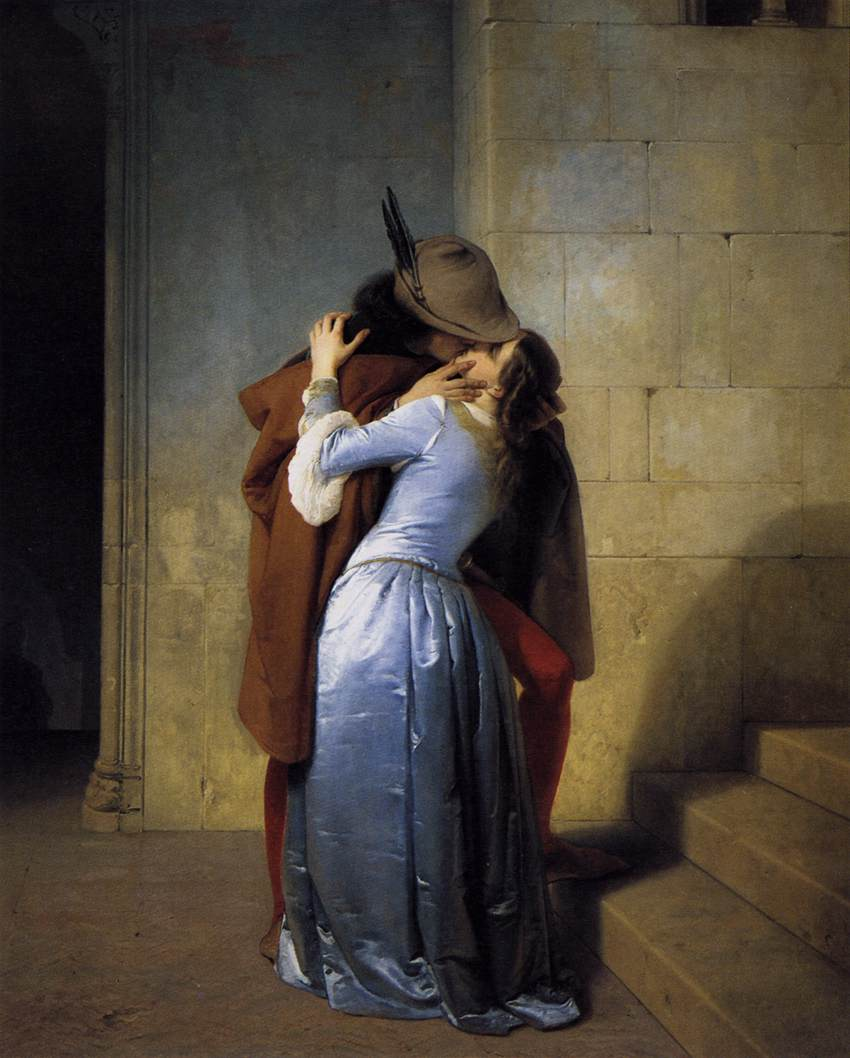
El beso, de Francesco Hayez, 1859.

La Academia amplió su perspectiva cultural asociándose a artistas del Primer Imperio Francés: David, Pietro Benvenuti, Vincenzo Camuccini, Canova, Thorvaldsen y el arqueólogo Ennio Quirino Visconti. En 1805, bajo la dirección de Bossi, se inició una serie de exposiciones anuales con un sistema de premios, contrapunto a los Salones de París, que sirvieron para identificar a Milán como la capital cultural de la pintura contemporánea en Italia a lo largo del siglo XIX. El comité artístico de la Academia, la Commissione di Ornato ejerció una influencia controladora en los monumentos públicos, siendo una precursora de la actual Sopraintendenze delle Belle Arti. La Pinacoteca fue inaugurada oficialmente el 15 de agosto de 1809, ofreciendo en sus salas obras representativas de las escuelas italianas a partir de la Baja Edad Media.
En las décadas siguientes, la Pinacoteca de Brera se fue enriqueciendo. La era romántica vio el triunfo de los cuadros de historia académicos, guiados en la Academia por Francesco Hayez, y la introducción del paisaje como un género académico aceptable, inspirado por Massimo D'Azeglio y Giuseppe Bisi, mientras que la Academia evolucionaba para convertirse en una institución para la enseñanza de la historia del arte. Las supresiones de conventos en 1811-12 aportaron nuevos ingresos; también hubo donaciones privadas, como la de la colección Oggioni, en 1855. 
En 1882, la Galería de pinturas se separó de la Academia. Desde 1891 las exposiciones se redujeron a eventos trienales, y proyectos arquitectónicos se desarrollaron con independencia. Con la separación, se sacaron de la exposición las piezas que sólo tenían interés didáctico. Durante la Primera Guerra Mundial, se trasladó la colección a Roma para protegerla. Se constituyó la "Asociación de amigos de Brera y de los museos milaneses", para lograr apoyo corporativo que complementara las continuas donaciones.
Durante el período de vanguardia cuando el modernismo se estaba estableciendo, el director de la Academia, Camillo Boito tuvo como alumno a Luca Beltrami, y Cesare Tallone enseñó a Carlo Carrà y Achille Funi.
El Observatorio de Brera albergó al astrónomo Giovanni Schiaparelli durante cuatro décadas, y el Orto Botanico di Brera es un histórico jardín botánico ubicado detrás de la Pinacoteca.
Durante la Segunda Guerra Mundial las obras de la Pinacoteca fueron aseguradas por la directora Fernanda Wittgens, mientras que el edificio sufrió graves daños debido a los bombardeos de 1943 (se derrumbó en veintiséis de las treinta y cuatro salas). La Pinacoteca comenzó su lenta resurrección de las ruinas en febrero de 1946 gracias a la gran financiación de algunas familias históricas milanesas, incluida la familia Bernocchi, y al trabajo del arquitecto diseñador Piero Portaluppi, Gualtiero Galmanini y la superintendente Fernanda Wittgens. Entre las principales adquisiciones cabe mencionar el ciclo de pinturas adosadas del oratorio de Mocchirolo (siglo XIV).Las colecciones fueron nuevamente evacuadas con motivo de la Segunda Guerra Mundial. El palacio fue alcanzado por los bombardeos en 1943. Los daños irreparables en muchos lugares del palacio forzaron a su reconstrucción, que se hizo con modificaciones para presentar mejor las pinturas. 
En las décadas posteriores la colección se ha enriquecido con obras de artistas italianos del siglo XX (Boccioni, Modigliani, Morandi, Carlo Carrà y otros), gracias de nuevo a donaciones de particulares, como la colección Jesi y el legado Vital.

## Colección

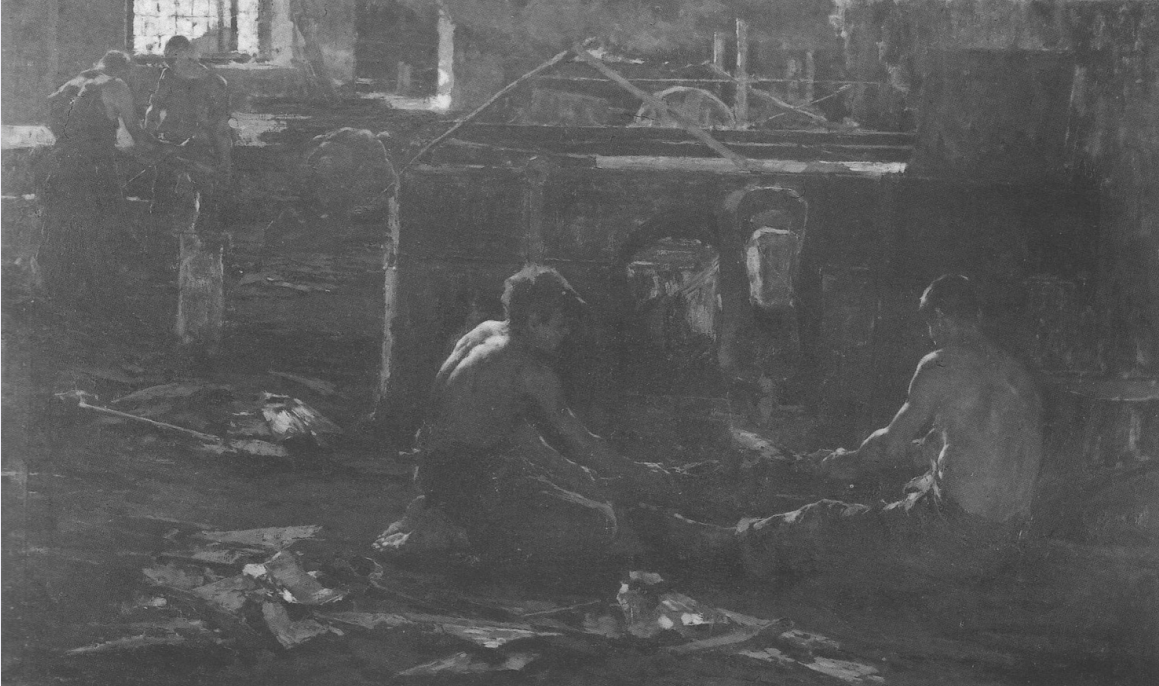
Il Maglio de Francesco Filippini.

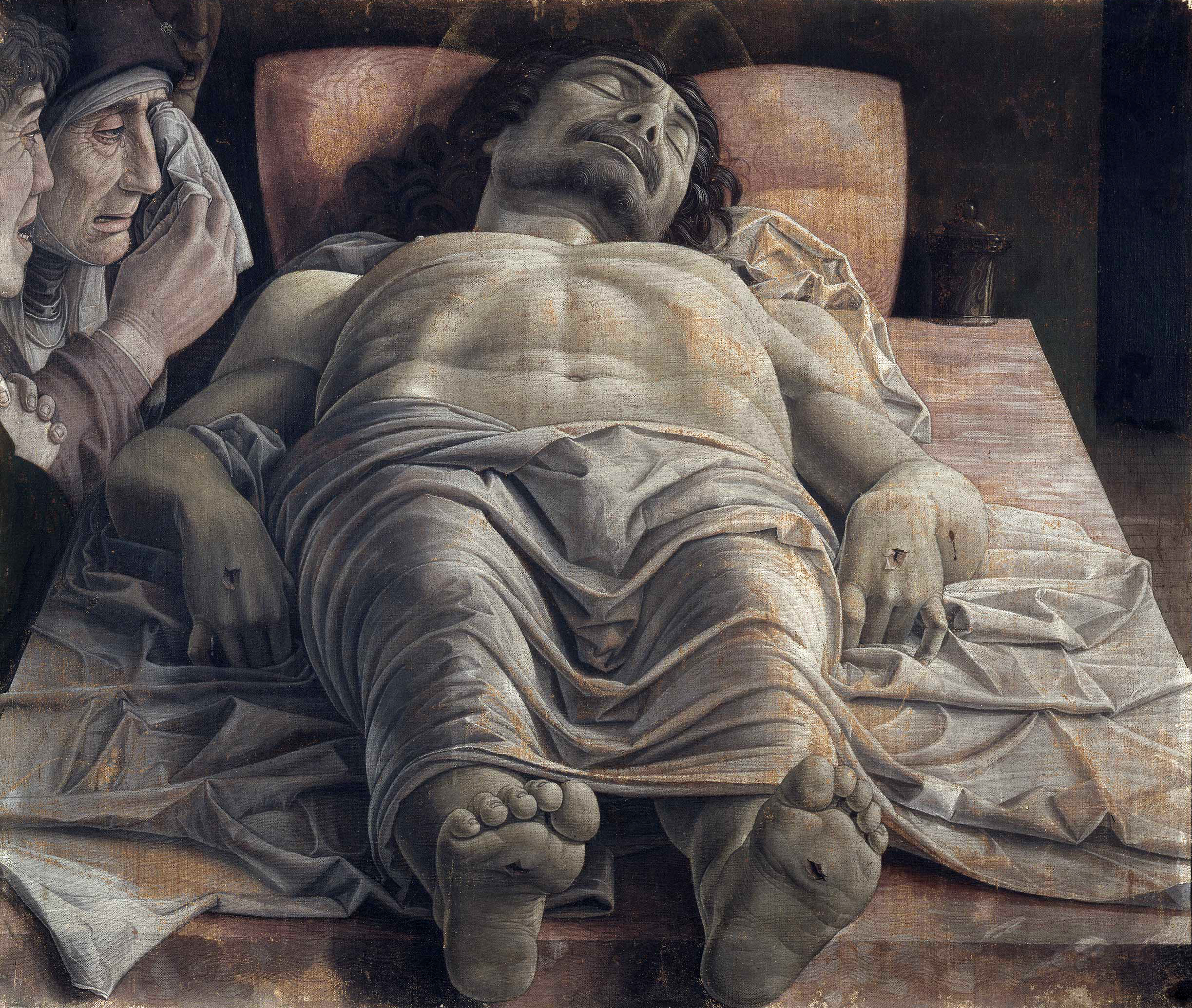
Cristo muerto, de Andrea Mantegna.

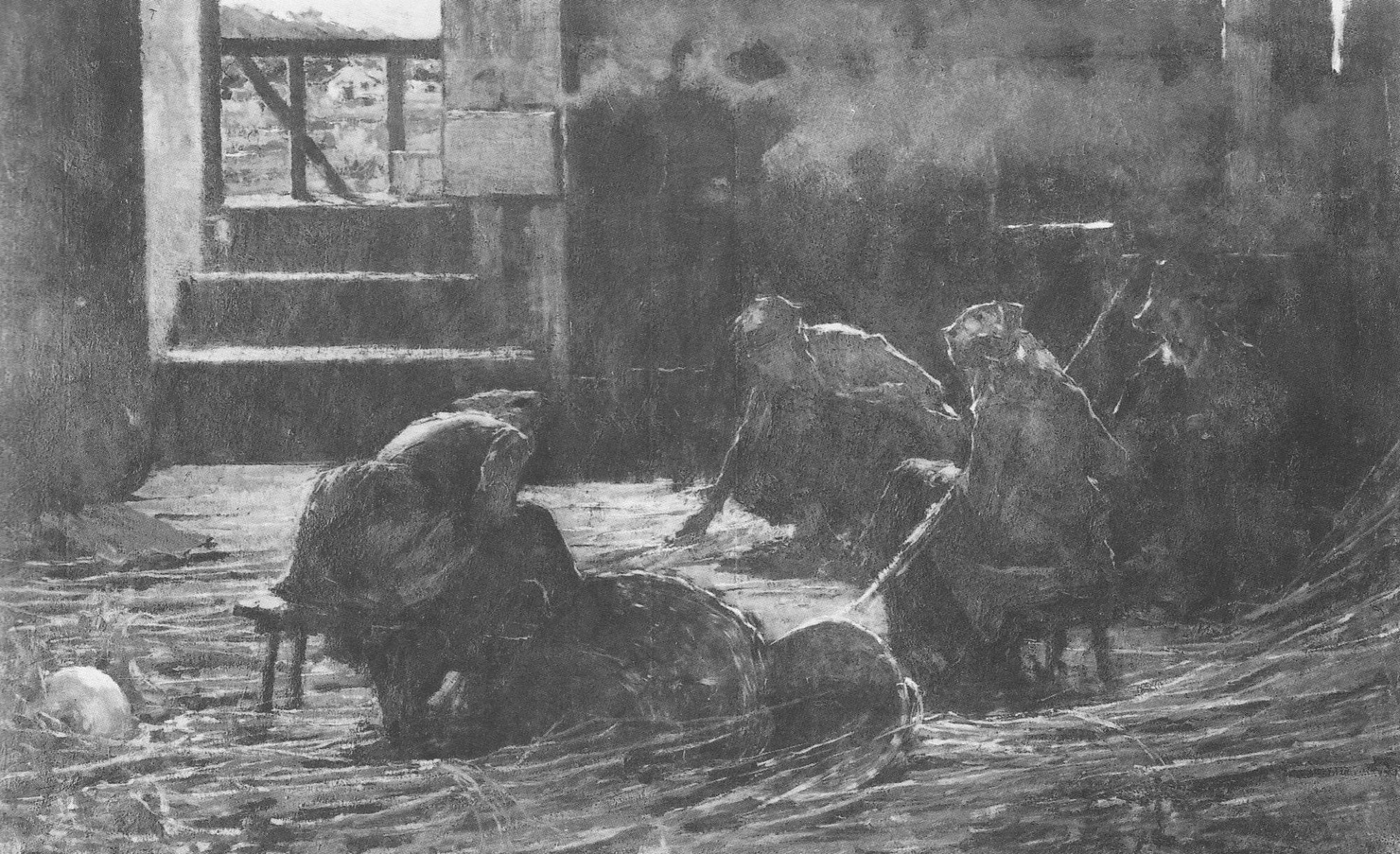
La stigliatura della canapa de Francesco Filippini.

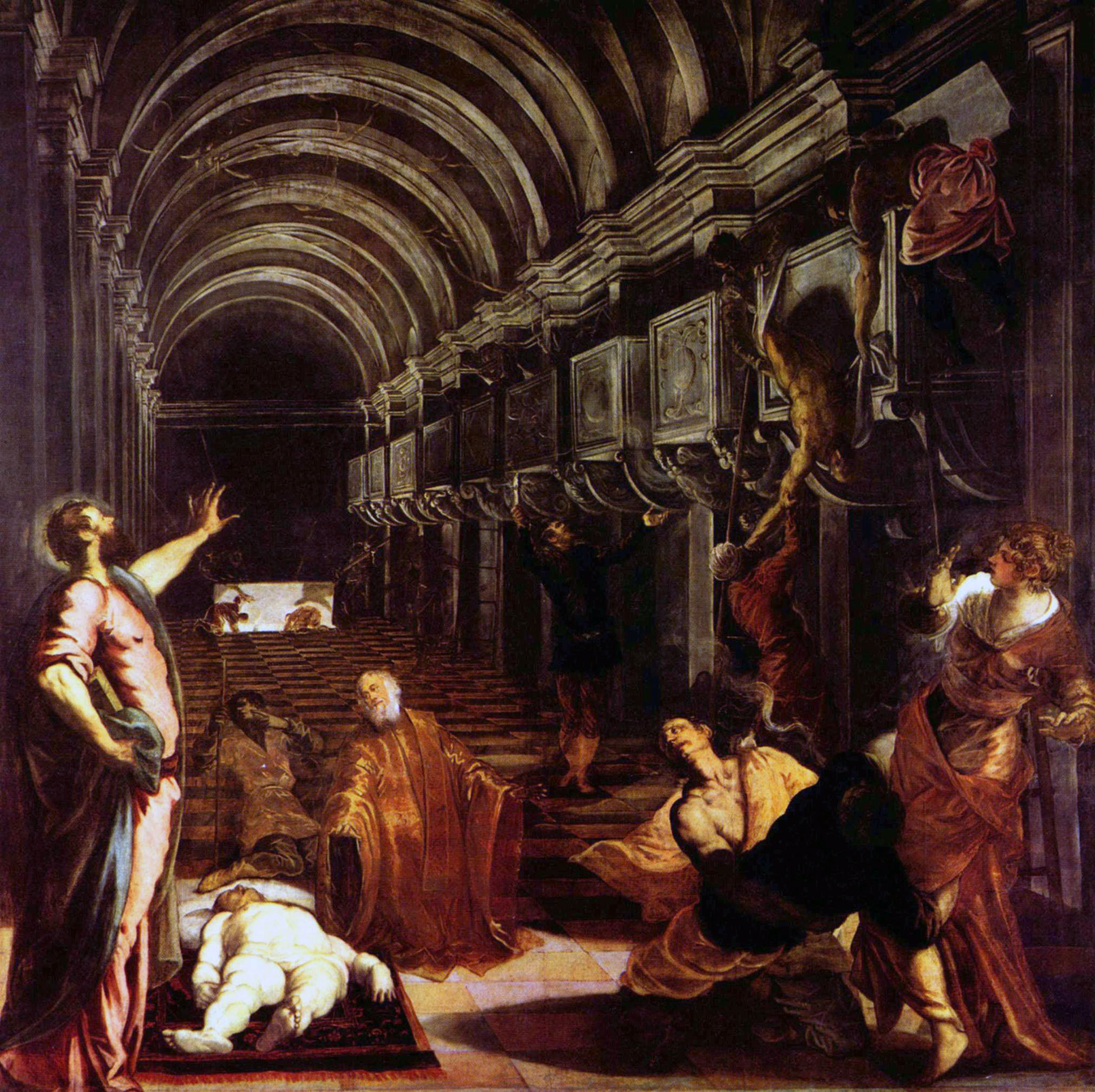
Milagro de san Marcos, de Tintoretto, 1562.

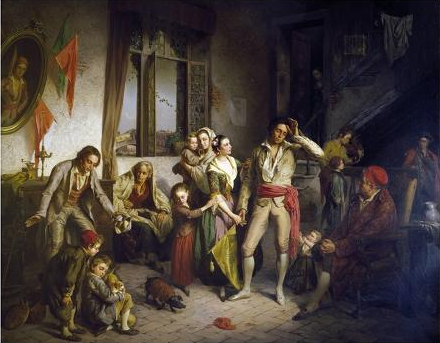
Sconfitto alla regata de Antonio Rotta.

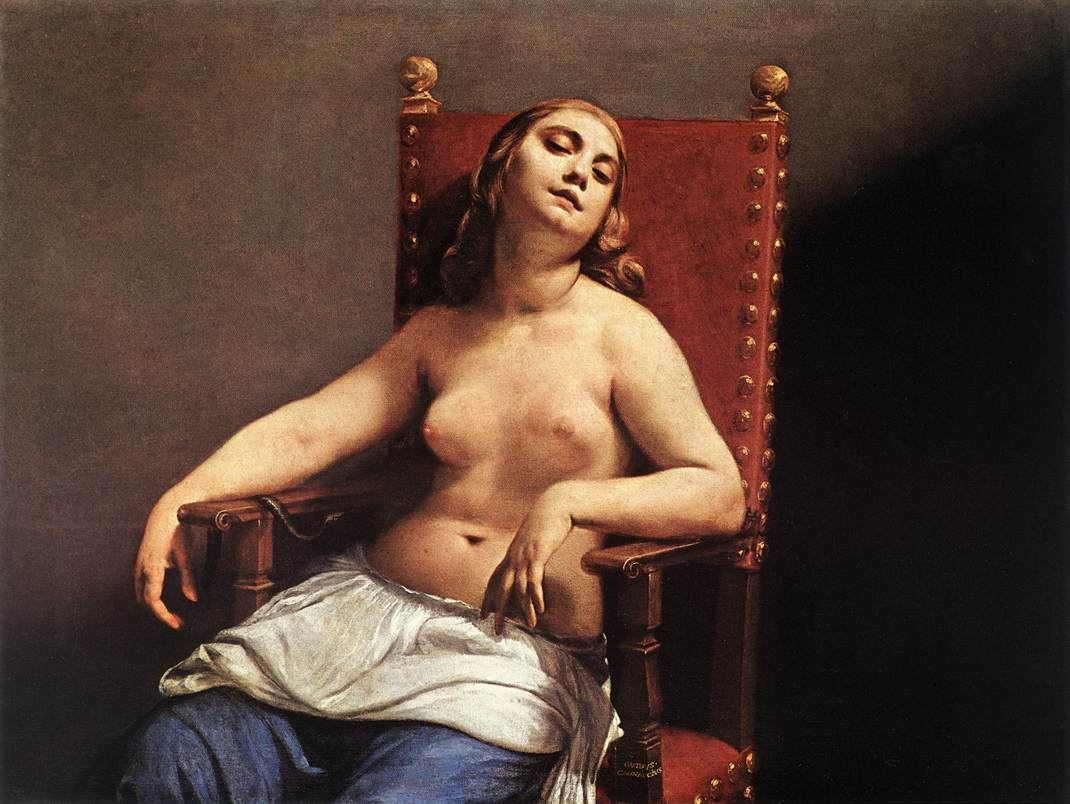
Muerte de Cleopatra de Guido Cagnacci.

Las principales obras de la colección de pinturas son:
- Giambattista Pittoni: Annibale giura odio contro i Romani, Bacco e Arianna
- Antonio Rotta: Sconfitto alla Regata
- Canaletto: Veduta del bacino di San Marco dalla punta della Dogana, Veduta del Canal Grande verso la punta della Dogana da campo Sant'Ivo
- Giandomenico Tiepolo: San Faustino e santa Giovita appaiono in difesa di Brescia assaltata da Niccolò Piccinino nel 1438, San Luigi Gonzaga
- Gentile da Fabriano: Políptico de la Coronación de la Virgen
- Francesco Filippini: Il Maglio, Stigliatura della canapa
- Piero della Francesca: Madonna con santos y Federico de Montefeltro como donante.
- Vincenzo Foppa: Políptico, Martirio de san Sebastián.
- Cosmè Tura: Crucifijo.
- Carlo Crivelli: La Virgen de la vela, Madonna.
- Francesco del Cossa: San Juan Bautista, San Pedro.
- Luca Signorelli: Flagelación, Madonna con Niño
- Tiziano: San Girolamo, Retrato de Antonio da Porcia 1488-1590
- Andrea Mantegna: Cristo muerto (h. 1480), Madonna con ángeles, San Bernardino da Siena
- Gentile Bellini y Giovanni Bellini: Predicación de san Marcos en Alejandría
- Giovanni Bellini: Piedad, Madonna, Madonna ante un paisaje
- Bramante: Cristo a la columna, Frescos con Uomini d'arme e filosofi de la casa de Gaspare Visconti (Heráclito y Demócrito, Hombre de armas)
- Rafael: Los desposorios de la Virgen (1504)
- Bramantino: Sagrada Familia.
- Lorenzo Lotto: Retrato de Laura da Pola.
- Fernando Yáñez de la Almedina y Hernando de los Llanos: Santos eremitas.
- Correggio: Adoración de los Reyes.
- Tintoretto: La Fe o la Fortuna, Milagro de san Marcos.
- Paolo Veronese: Bautismo de Cristo, Cristo en el Huerto de los Olivos, Comida en casa de Simón Fariseo.
- El Greco: San Francisco y el lego.
- Guido Reni: Los santos Pedro y Pablo
- Pietro da Cortona: Madonna y santos
- Pieter Paul Rubens: Última cena (h. 1632)
- Caravaggio: La cena de Emaús (1606)
- Mattia Preti: Una madre que confía a sus hijos a Cristo
- Evaristo Baschenis: Instrumentos de música.
- Rembrandt: Retrato de la hermana del pintor.
- Anthony van Dyck: Retrato de la princesa de Orange.
- Giovanni Battista Piazzetta: Rebeca junto al pozo.
- Canaletto: Vista del Gran Canal, El embarcadero de San Marcos.
- Francesco Guardi: Vista del Gran Canal.
- Giovanni Battista Tiepolo: Tentación de san Antonio, Virgen del Carmen.
- Francesco Hayez: Betsabé en el baño, La afligida, El beso.
- Giovanni Fattori: La carreta roja.
- Francesco Filippini: Il Maglio, La Strigliatura della canapa
- Giuseppe Pellizza da Volpedo: La fiumana
- Amedeo Modigliani: L'enfant gras
- Umberto Boccioni: Tumulto en la galería
- Pablo Picasso: Cabeza de Toro